# نشان نظامی

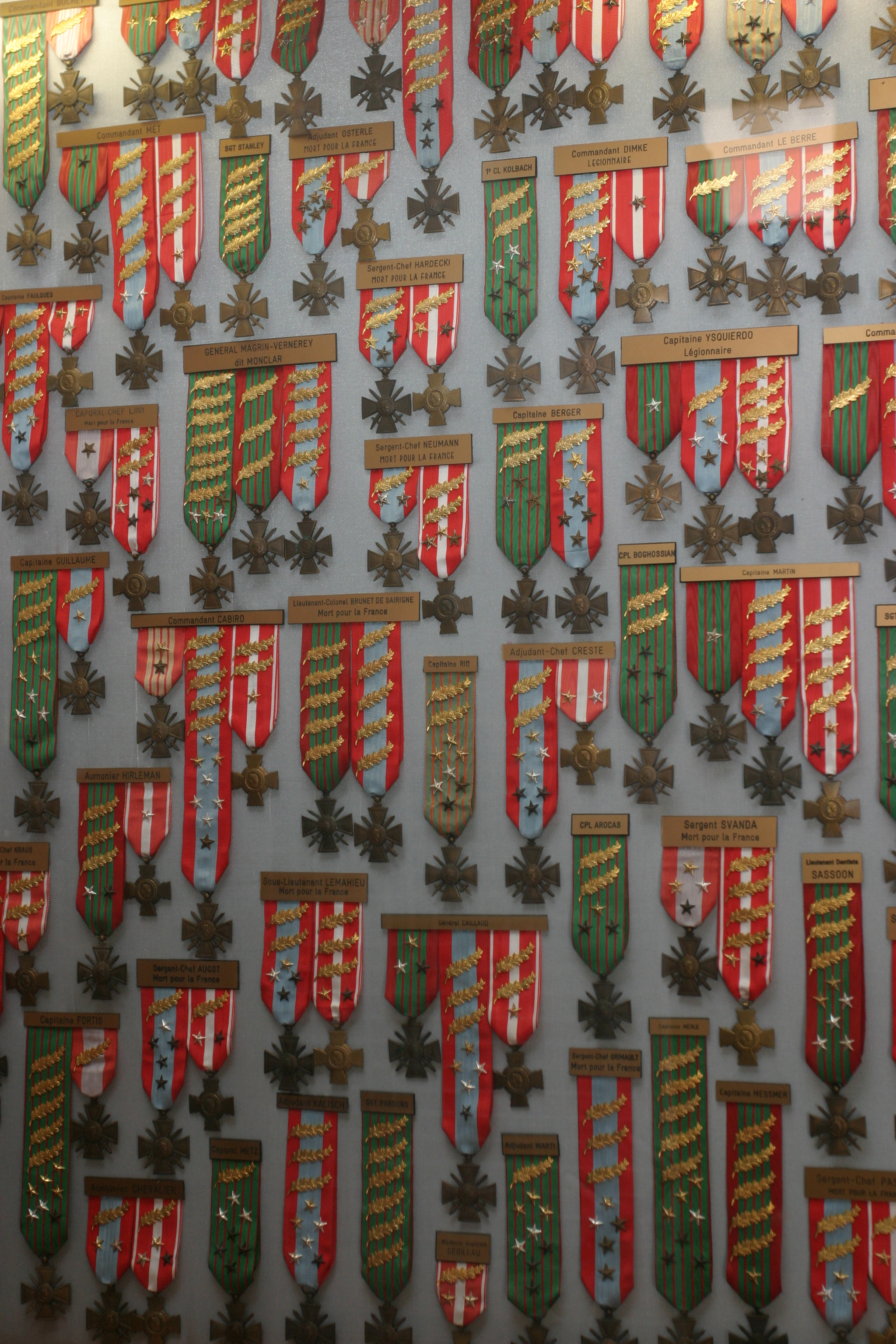
دیوار مدال‌ها در موزه لژیون خارجی فرانسه

آرایه‌گری نظامی (انگلیسی: Military orders, awards and decorations) یا دکوراسیون نظامی، به مجموعهٔ نشان‌های نظامی و روبان خدمت است که به یک فرد نظامی یا غیرنظامی، به پاس شایستگی‌ها اهدا می‌شود .

## تاریخچه
دکوراسیون نظامی از زمان پادشاهی کهن مصر به وجود آمد و بعدها توسط اقوام سلت‌ها و روم باستان نیز مورد استفاده بود. این دکوراسیون، در زمان قرون وسطی با سنگ‌های قیمتی نیز منقش شد.

## جعل
نشان‌ها در بسیاری از کشورها برای بالابردن ارزش فرد در مراکز غیرقانونی جعل می‌شوند تا یک فرد عادی را با دکوراسیون نشان‌ها، باارزش تر جلوه دهند.
جعل نشان امری غیرقانونی بوده و در بسیاری از کشورها، مجازات زندان را به همراه دارد.

## جستارهای وابسته

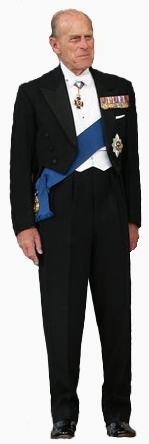
شاهزاده فیلیپ، دوک ادینبرا، با کراوات سفید و نشان نظامی